# Daytona International Speedway
Pour les articles homonymes, voir Daytona.
Le Daytona International Speedway est un circuit ovale situé à Daytona Beach, aux États-Unis. Il fut inauguré le 22 février 1959. Il est l'hôte de la plus prestigieuse course de NASCAR, le Daytona 500. En plus de la NASCAR, le circuit accueille également des courses de l'Automobile Racing Club of America , d'AMA Superbike, d'WTSCC, de SCCA et de Moto-cross. 
Le circuit fut construit en 1959 par le fondateur de la NASCAR, William « Bill » France Sr. (en) afin d'y accueillir la course qui se déroulait sur l'ancien circuit Daytona Beach Road Course. Sa piste incurvée permettait des vitesses plus élevées et les fans avaient une meilleure vue sur les voitures. L'éclairage est installé autour du circuit en 1998, ce qui en fait la troisième installation sportive de plein air la plus éclairée. Le circuit a été rénové à trois reprises, l'infield en 2004 et la piste en 1978 et 2010, par re-surfaçage.

## Caractéristiques
Le circuit est un « tri-ovale » (ovale de forme triangulaire) long de 4 023 mètres (2,5 miles) qui peut recevoir 147 000 spectateurs assis. L'enceinte comprend également une portion infield (tracée à l'intérieur de l'ovale) d'une longueur de 5,729 km (3,56 miles), qui est notamment utilisée lors des 24 Heures de Daytona et des 200 miles de Daytona moto.
Plusieurs types de compétitions s'y déroulent, incluant la moto, l'automobile et le karting (circuit dédié dans l'infield). Des configurations différentes, une de 5,648 km (3,51 miles) et une autre de 4,667 km (2,9 miles), sont parfois utilisées pour la moto.
L'ensemble a une surface de 180 acres (73 hectares), dont 29 acres (12 ha) pour un lac, le lac Lloyd, qui accueille des courses de bateaux à moteur. Le circuit est la propriété de l'International Speedway Corporation.

## Resurfaçage
Le 14 février 2010, lors des Daytona 500, manche d'ouverture de la NASCAR Cup Series mais également course automobile la plus suivie aux États-Unis devant l'Indycar, un trou sur la piste oblige les officiels de la NASCAR à interrompre l'épreuve à deux reprises. La course aura duré plus de 7 heures au lieu des 3 h 30 à 4 heures habituelles. À l'issue de l'épreuve de NASCAR du mois de juillet, le circuit est entièrement refait pour appliquer un nouveau revêtement, supprimer les bosses, et améliorer les transitions en sortie de virages. Ainsi, en février 2011, lors des Speed weeks et lors des Daytona 500, les pilotes ont pu atteindre des vitesses dépassant les 200 mph (320 km/h). La surface neuve de Daytona (lisse et non gommée) aura causé pas moins de seize drapeaux jaunes et soixante tours (sur 200) derrière la pace car lors de cette course.

## Configurations du circuit

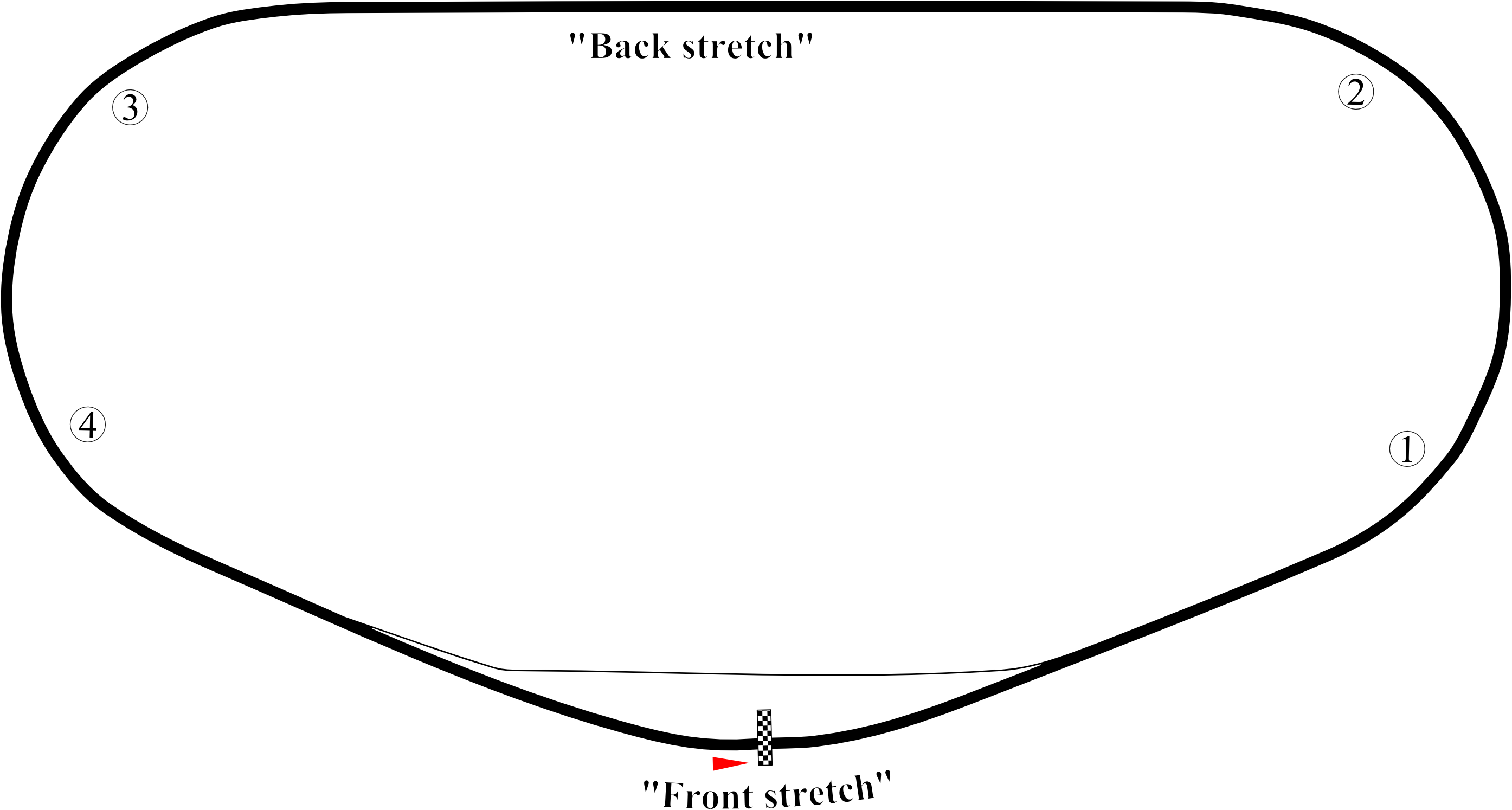
Circuit ovale
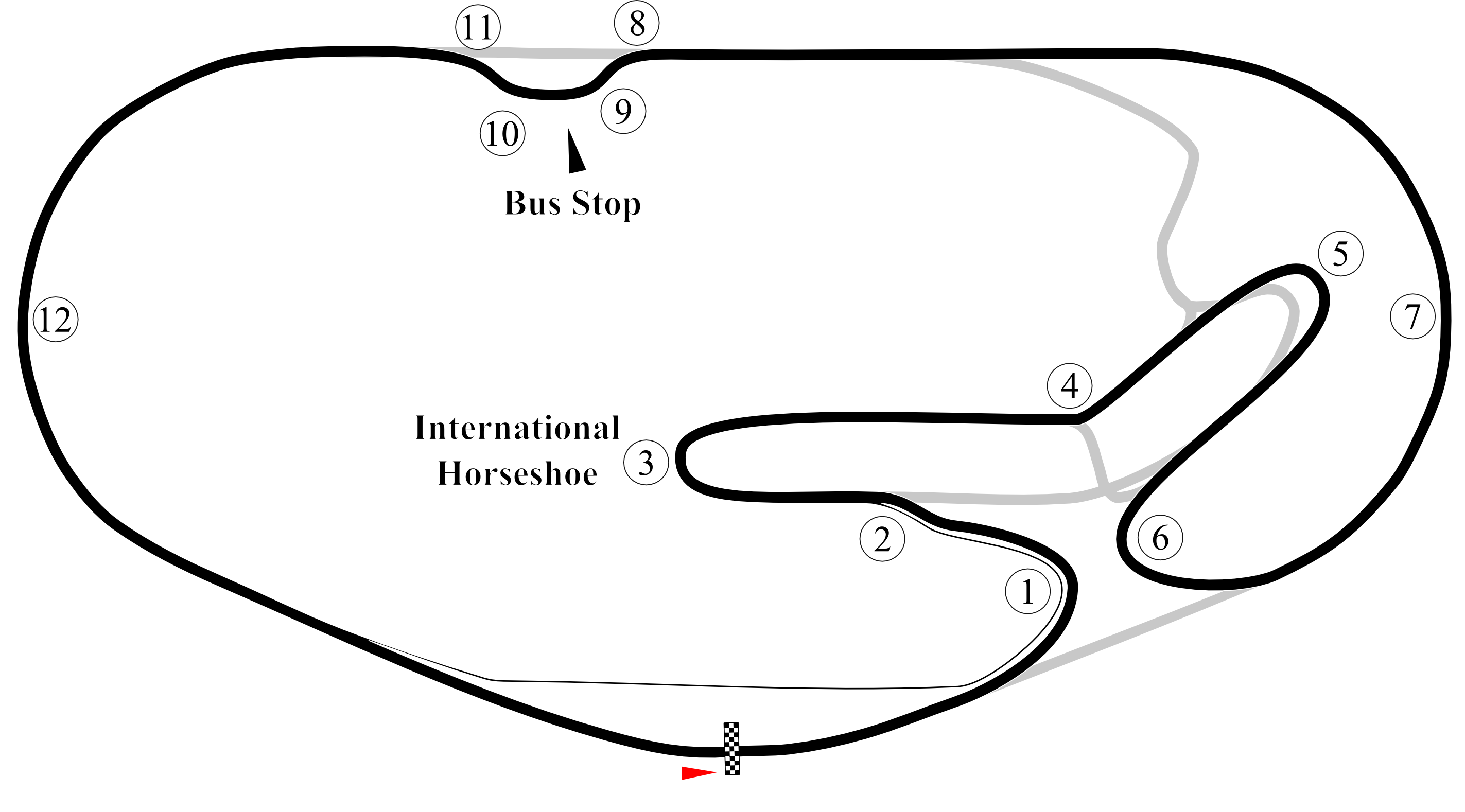
Tracé routier (auto et moto), avec chicane et infield.
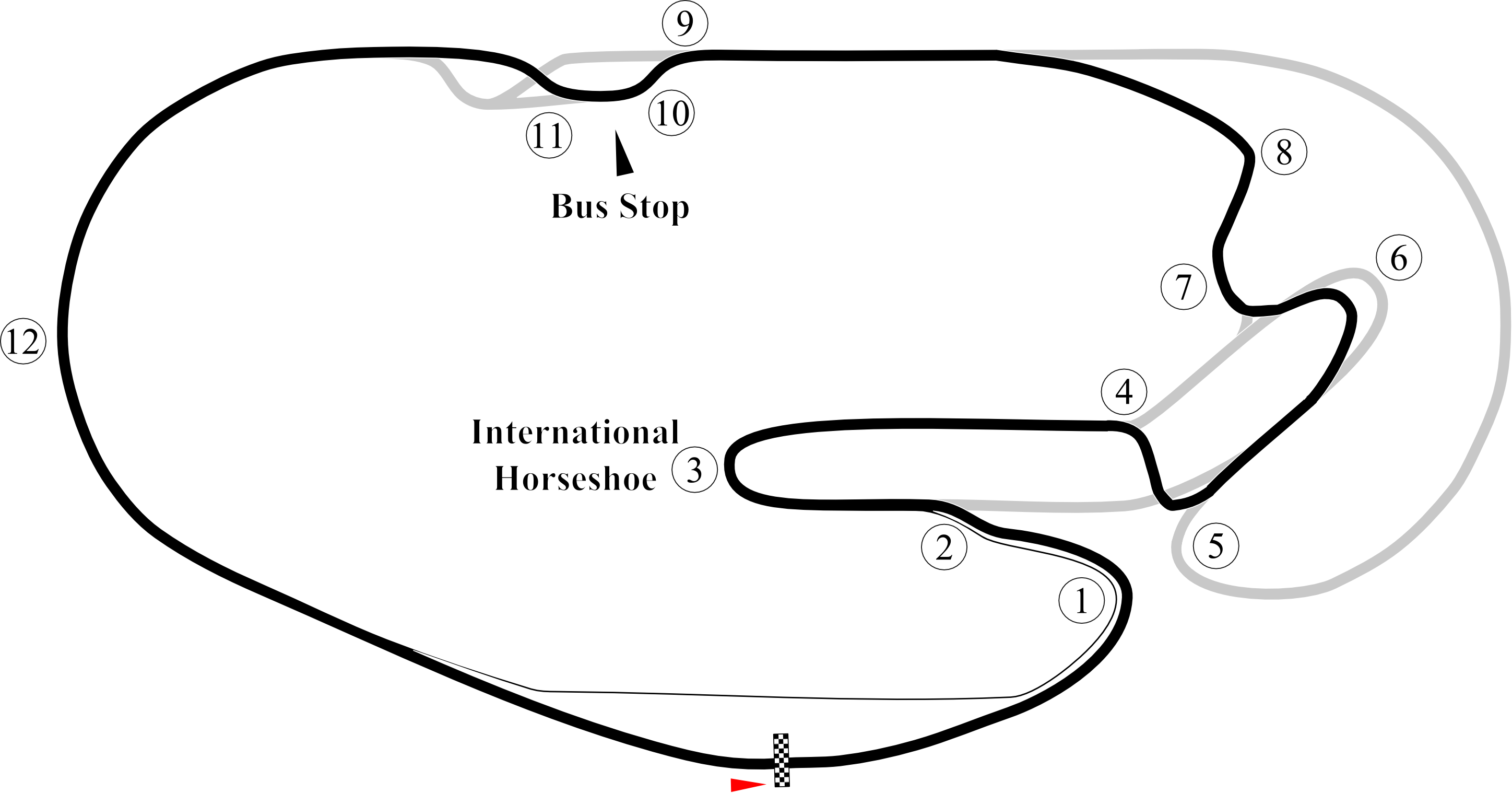
Autre tracé pour la moto, avec chicane et infield.

## Musée
Le musée du Motorsports Hall of Fame of America se situe dans la tour centrale du Daytona International Speedway et il accueille annuellement plus de 100 000 visiteurs. Il se trouvait dans le Michigan initialement à Novi et ensuite à Détroit au Detroit Science Center (en) avant de se fixer à Daytona Beach en Floride,. 
On peut y admirer des véhicules et des artefacts liés au Motorsports Hall of Fame of America, soit des véhicules de courses historiques, des souvenirs, des panneaux d'information et des plaques honorant les intronisés du MSHFA. On y trouve également deux salles de cinéma proposant du contenu sur le sport automobile. À titre d'exemple, la voiture originelle du record Bluebird y est conservée. 

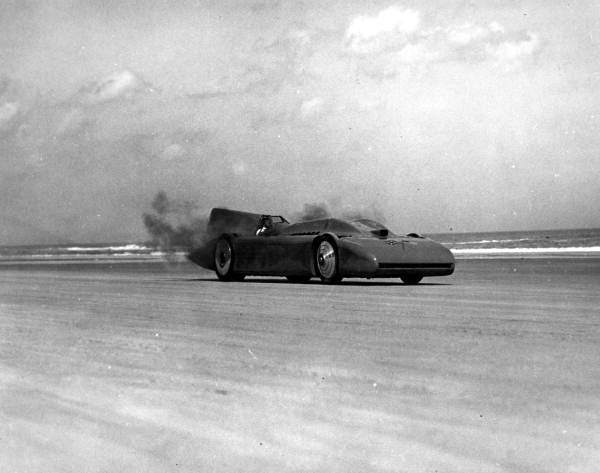
Tentative de record par la Bluebird, sur la plage de Daytona.
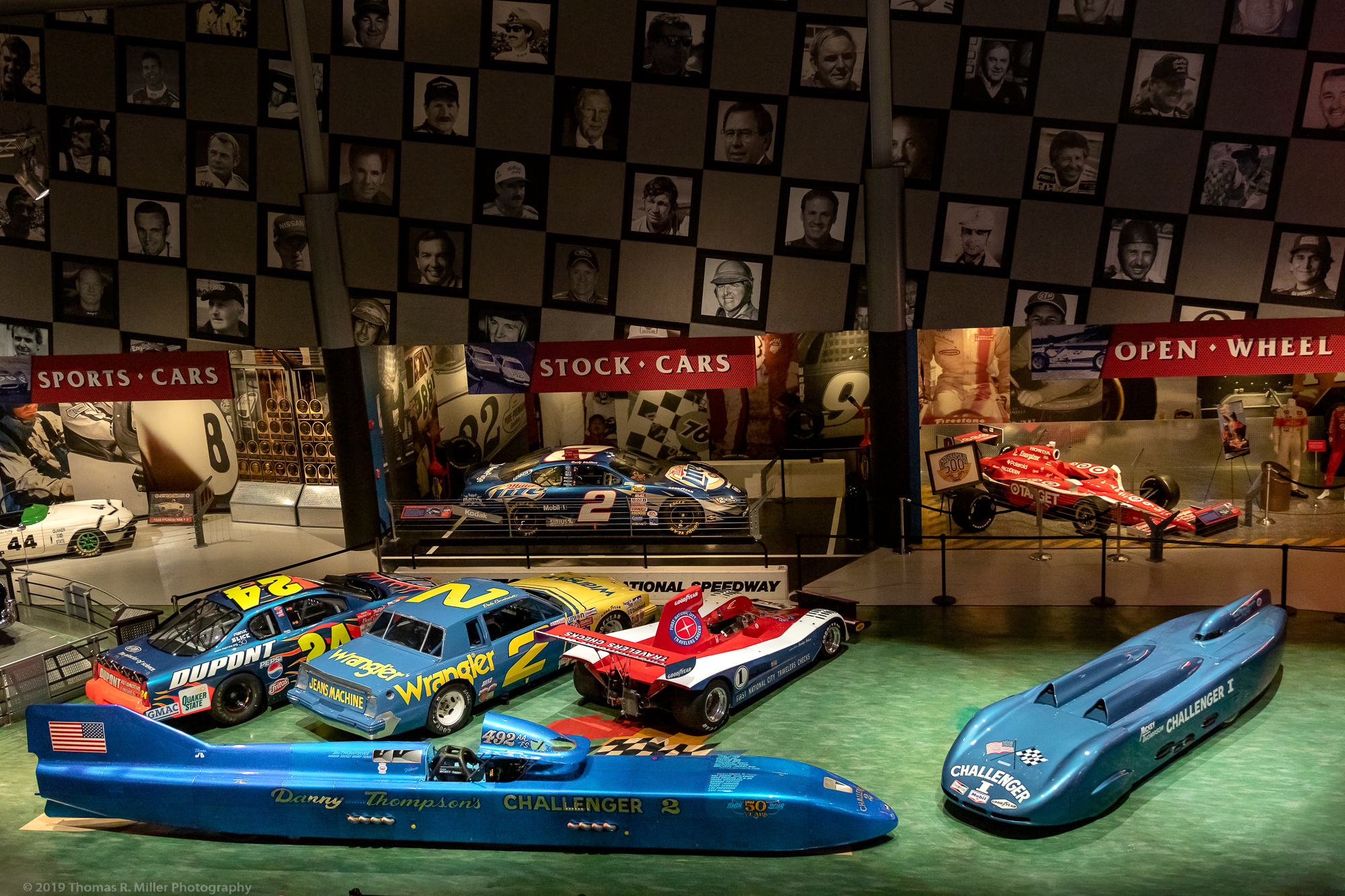
Vue intérieure du musée.

## Records
Mis à jour en mars 2017 pour le circuit tri-ovale de 2,5 milles (4,02336 km)
| Record                            | Année             | Date              | Pilote               | Marque            | Temps             | Vitesse/Vit. Moyenne       |
| NASCAR Cup Series                 | NASCAR Cup Series | NASCAR Cup Series | NASCAR Cup Series    | NASCAR Cup Series | NASCAR Cup Series | NASCAR Cup Series          |
| --------------------------------- | ----------------- | ----------------- | -------------------- | ----------------- | ----------------- | -------------------------- |
| Qualifications                    | 1987              | 9 février         | Bill Elliott         | Ford              | 42.783            | 210,364 milles (338,55 km) |
| 500 miles                         | 1980              | 17 février        | Buddy Baker          | Oldsmobile        | 2:48:55           | 177,602 milles (285,82 km) |
| 400 miles                         | 1980              | 4 juillet         | Bobby Allison        | Oldsmobile        | 2:18:21           | 173,473 milles (279,18 km) |
| 250 miles                         | 1961              | 4 juillet         | David Pearson        | Pontiac           | 1:37:13           | 154,294 milles (248,31 km) |
| NASCAR Xfinity Series             |                   |                   |                      |                   |                   |                            |
| Qualifications                    | 1987              |                   | Tommy Houston        | Buick             | 46.298            | 194,389 milles (312,84 km) |
| 300 miles                         | 1985              | 16 février        | Geoff Bodine         | Pontiac           | 1:54:33           | 157,137 milles (252,89 km) |
| 250 miles                         | 2003              | 4 juillet         | Dale Earnhardt Jr.   | Chevrolet         | 1:37:35           | 153,715 milles (247,38 km) |
| NASCAR Camping World Truck Series |                   |                   |                      |                   |                   |                            |
| Qualifications                    | 2015              | 20 février        | Spencer Gallagher    | Chevrolet         | 47.332            | 190,146 milles (306,01 km) |
| 250 miles                         | 2016              | 27 février        | John Hunter Nemechek | Chevrolet         | 1:39:09           | 121,15 milles (194,97 km)  |

## Galerie

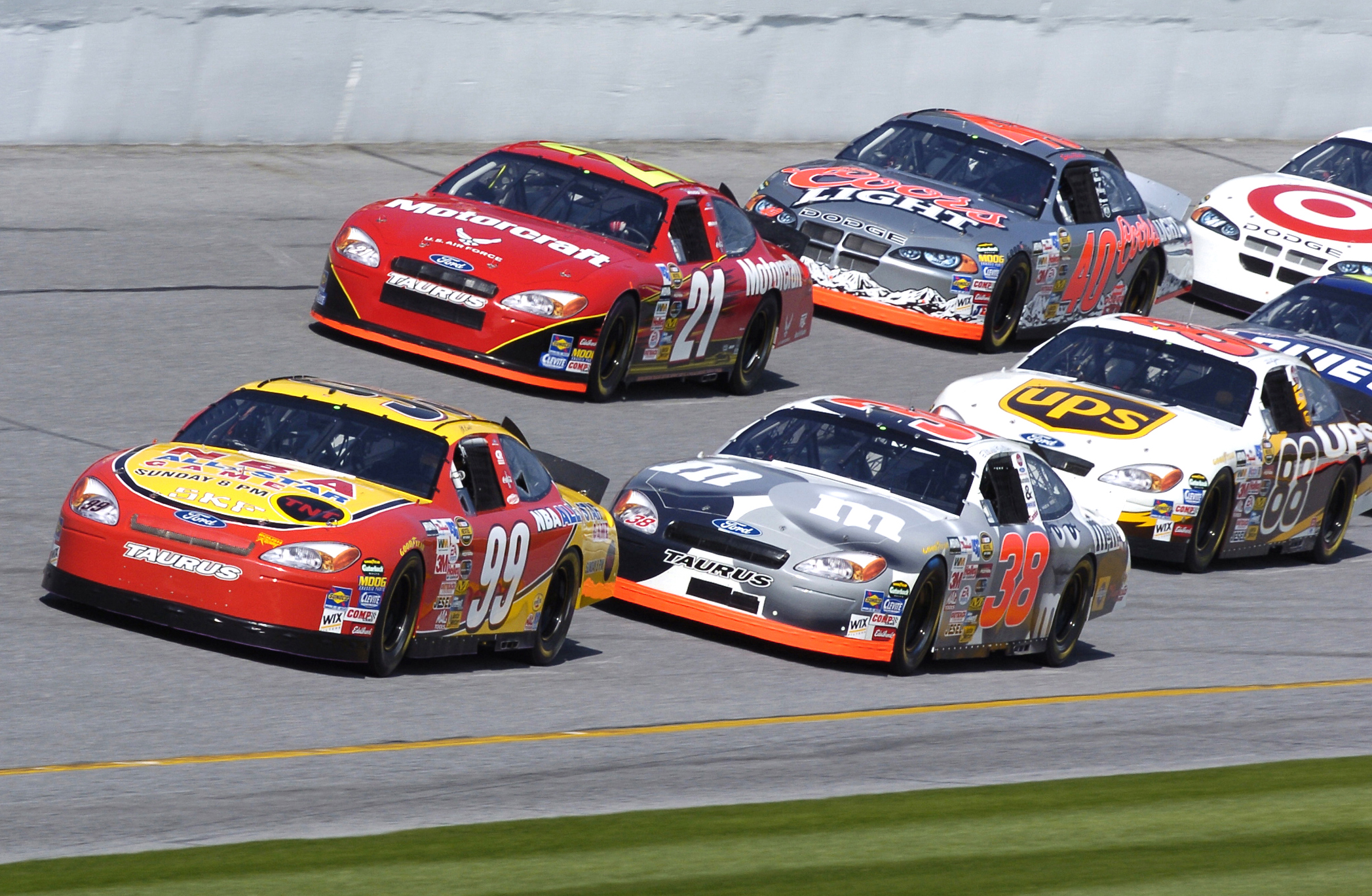
entrainement en 2004.
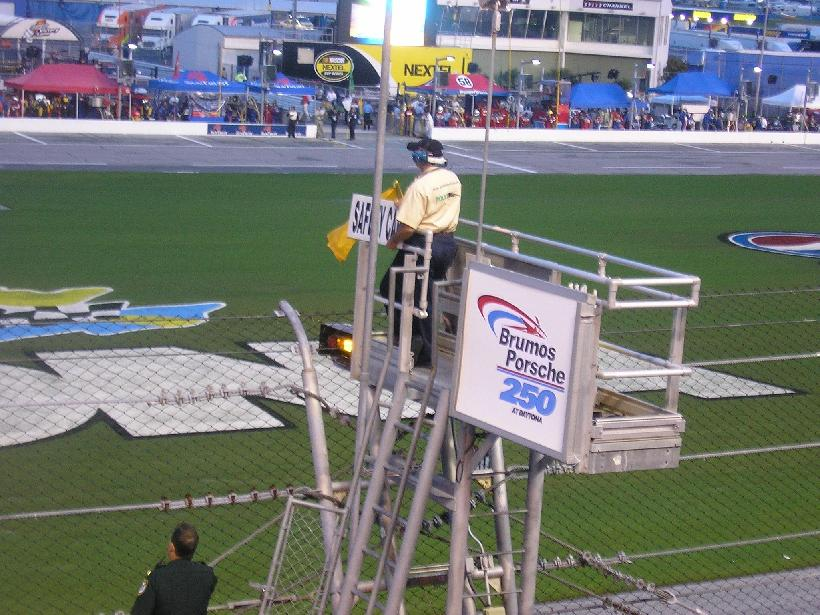
Ancienne estrade des drapeaux.
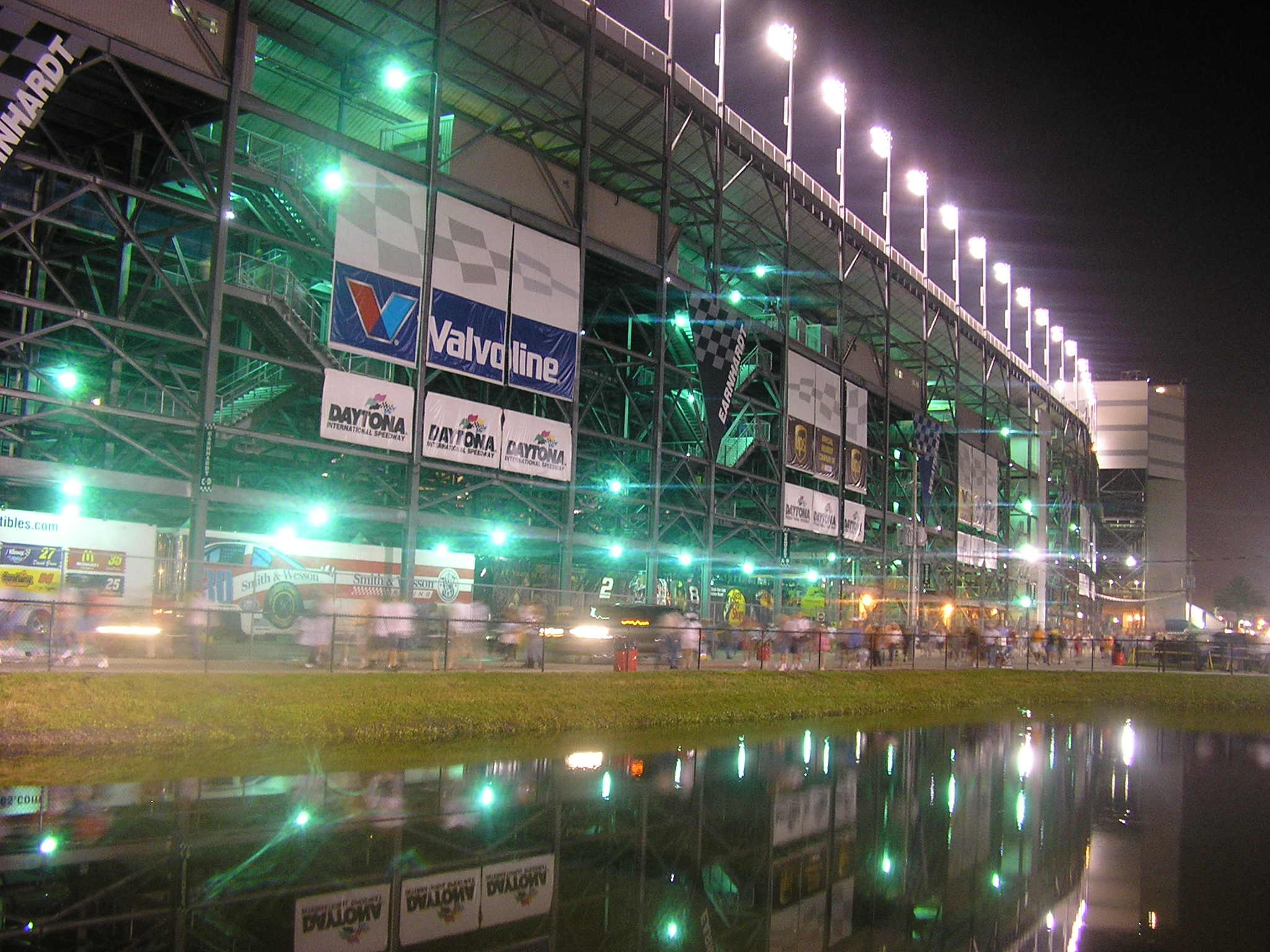
Entrée principale la nuit (avant rénovation).
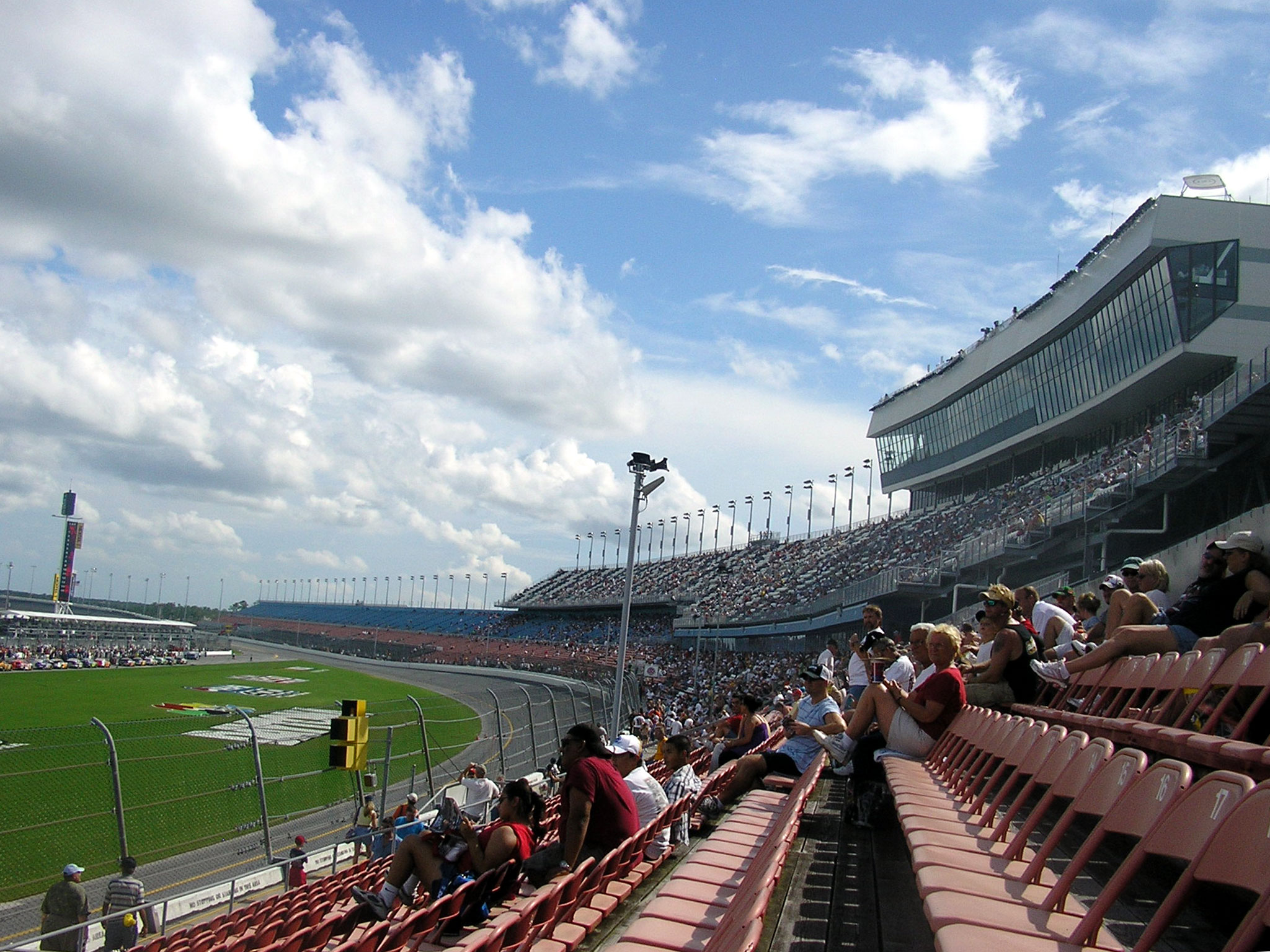
Le Daytona International Speedway, 1er juillet 2005, tribune principale (avant rénovation).
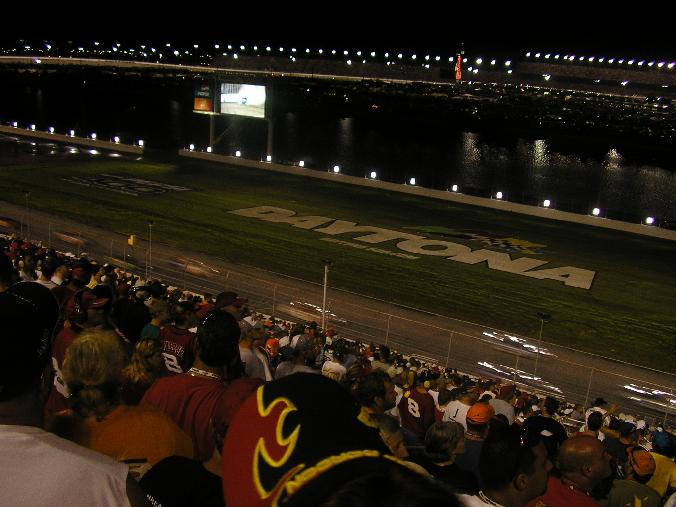
Vue de l'ancienne tribune principale la nuit.
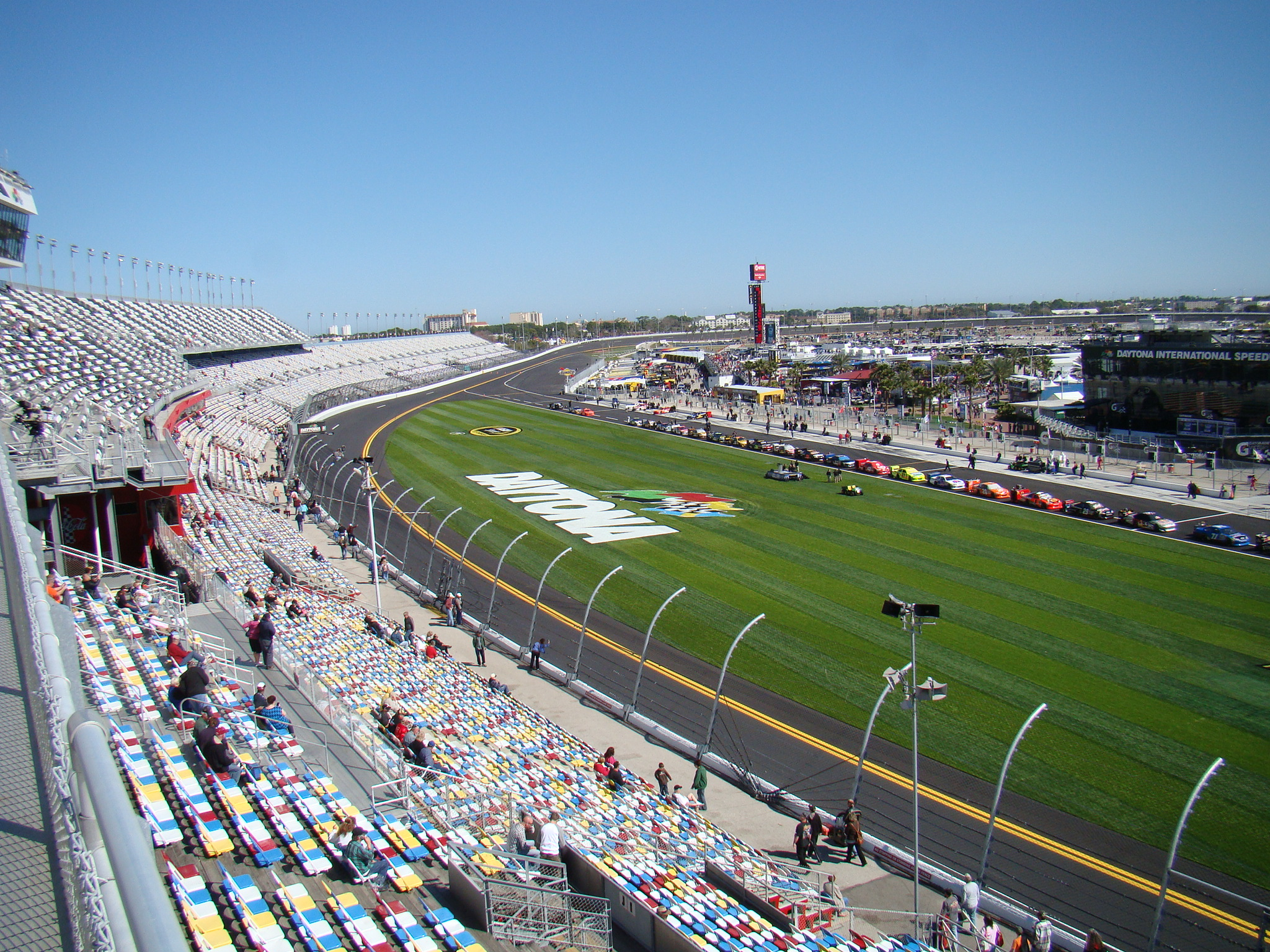
Le tri-oval après le re-surfaçage de 2010-2011.
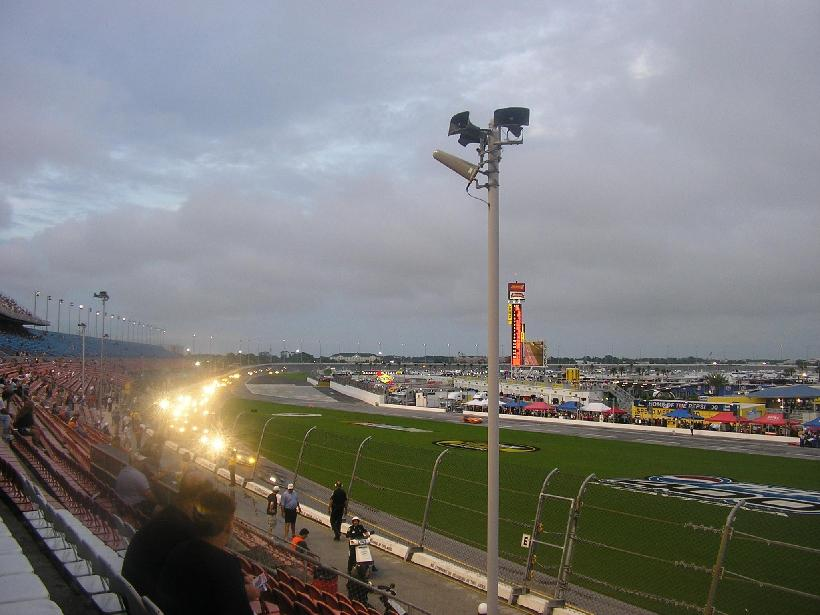
Paul Revere 250, relance après drapeau jaune.
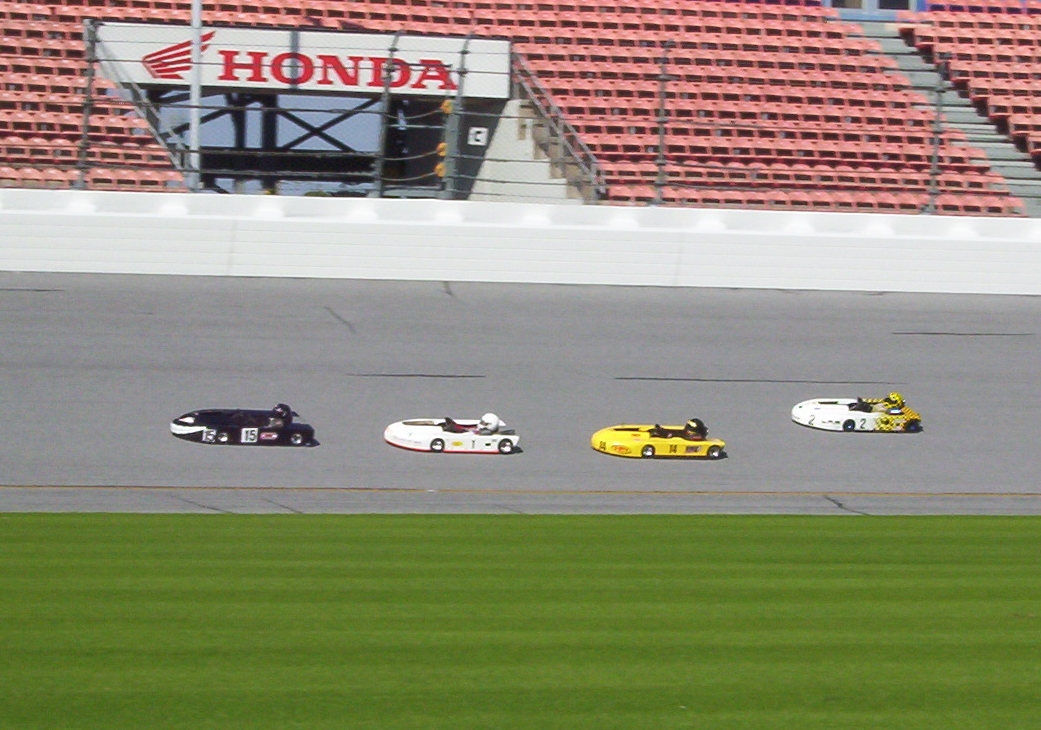
Course d'endurance.
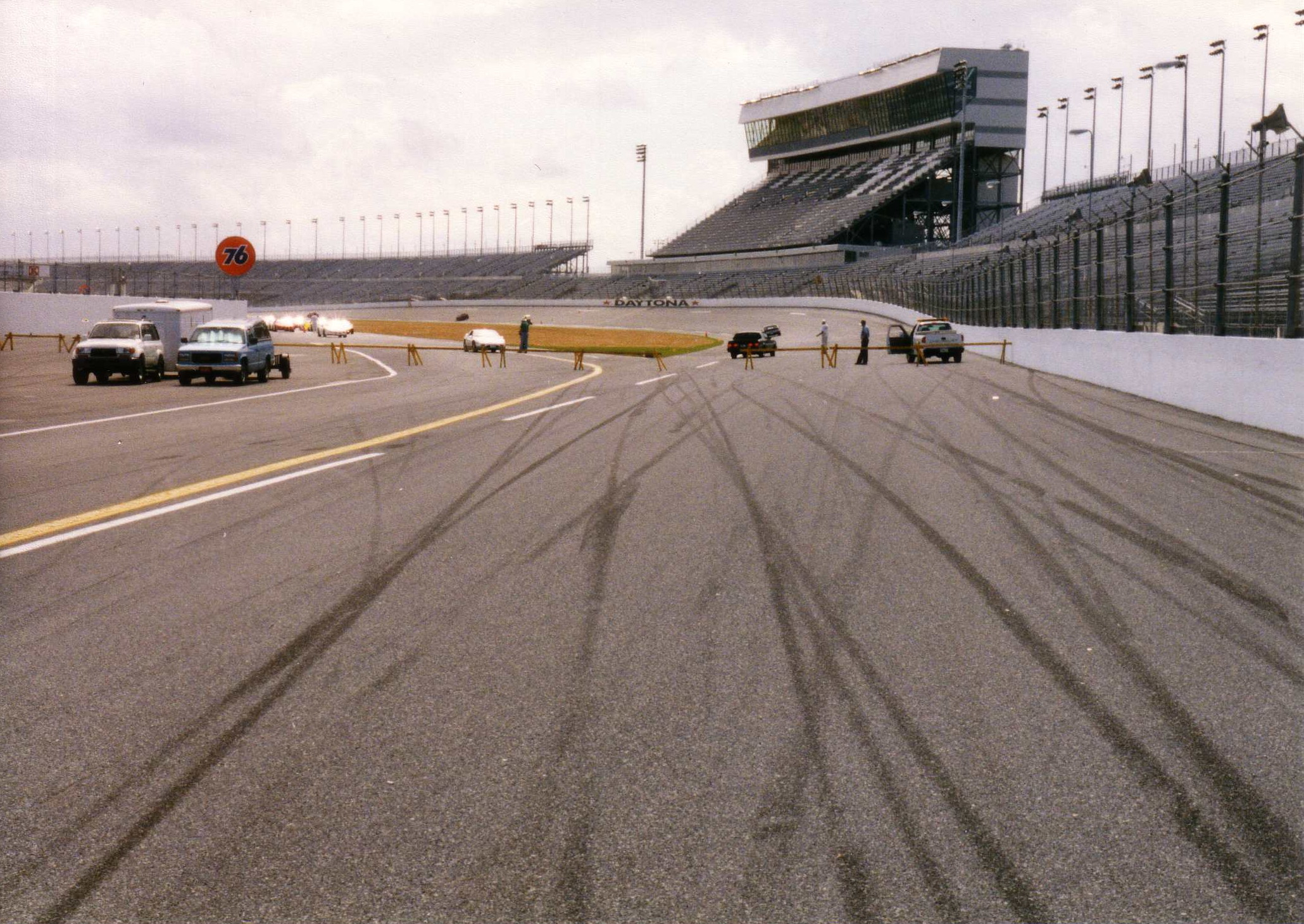
Traces de gomme sur la piste et vue de la tribune principale.
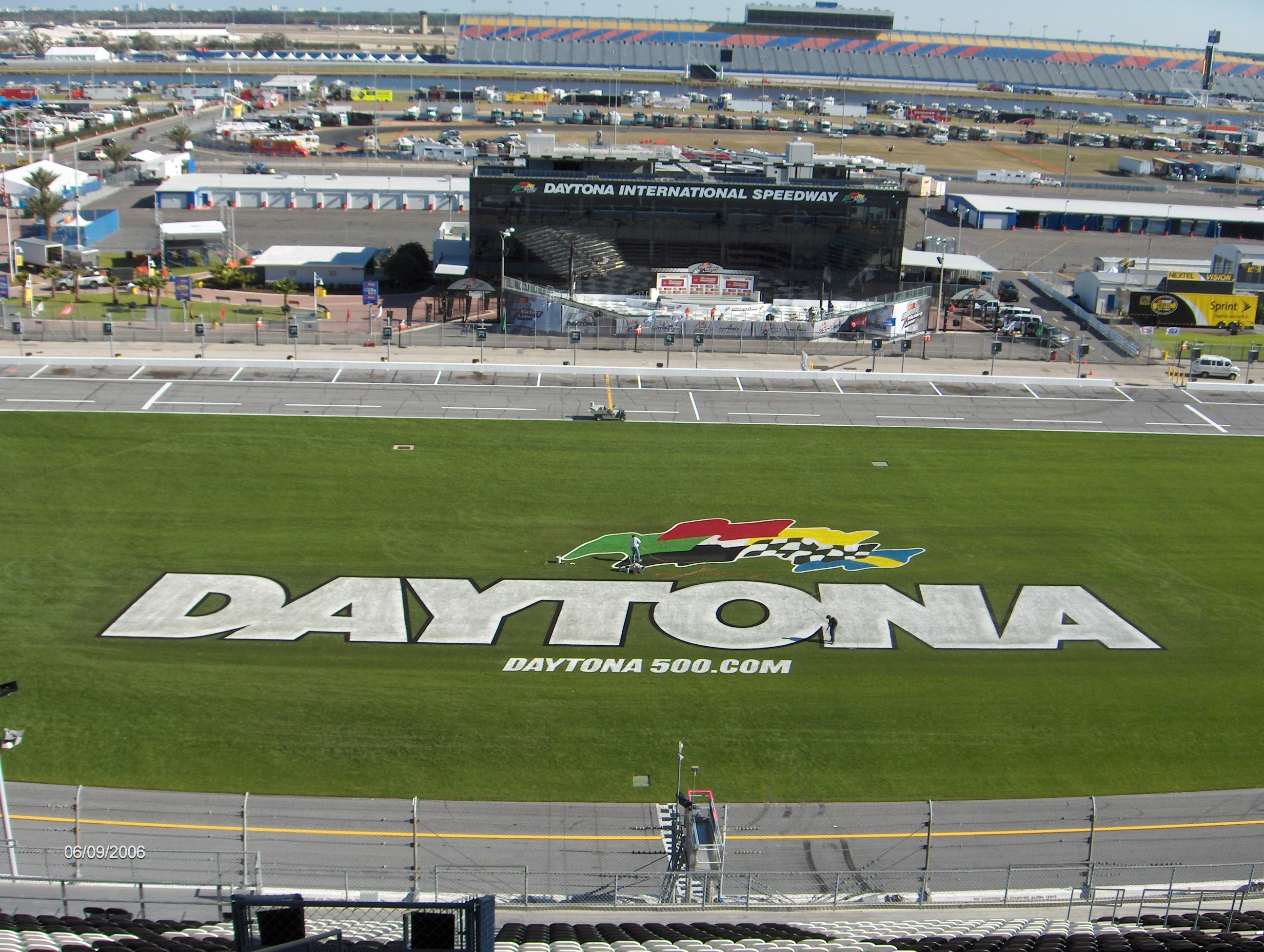
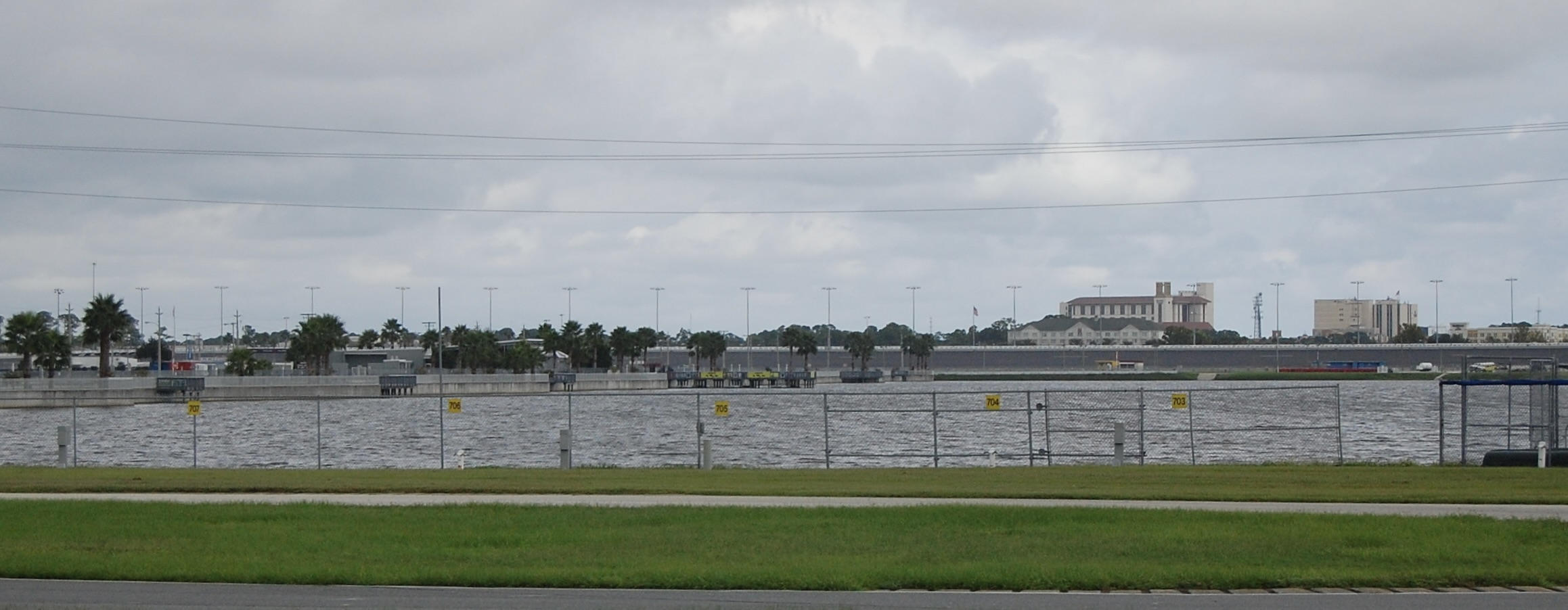
Vue du Lac Lloyd.
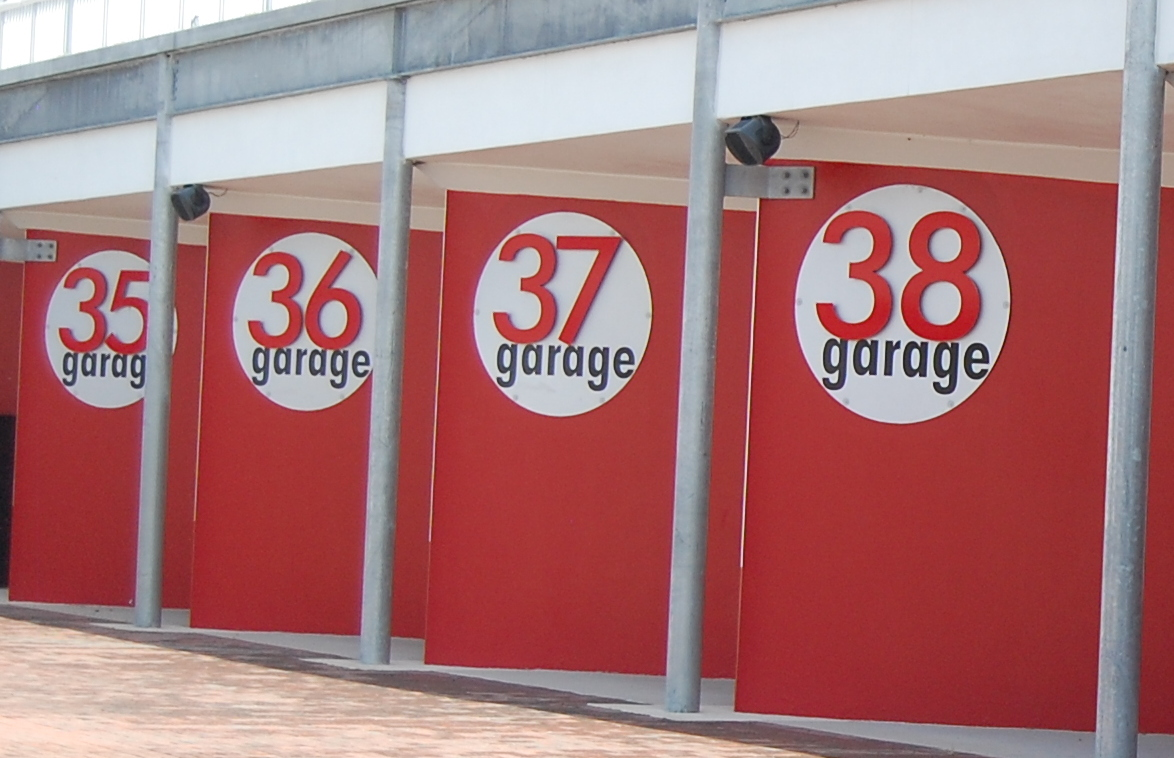
Vue des garages de la ligne des stands.
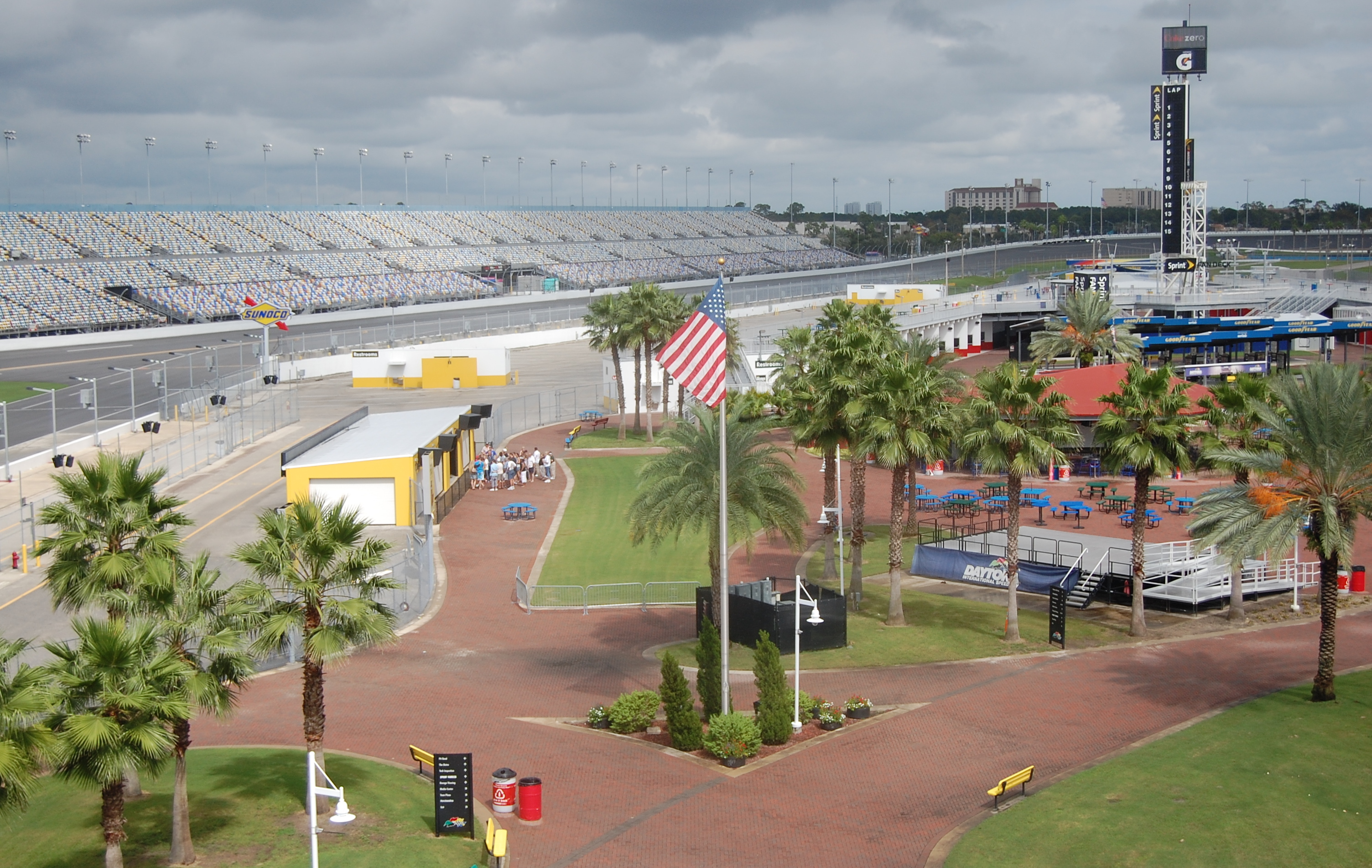
Vue du circuit intérieur.
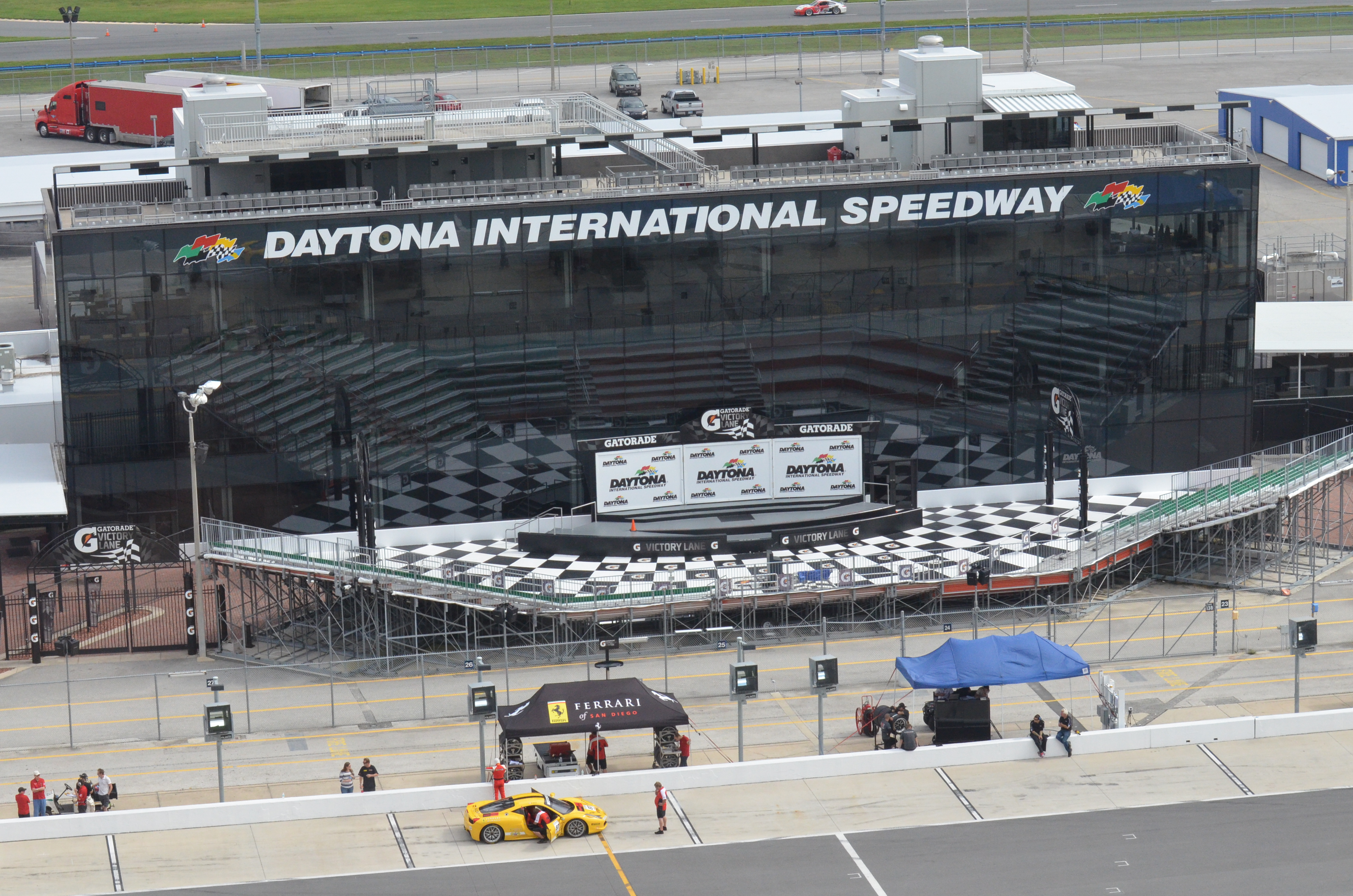
Vue de la Victory Lane d'une suite.
Statue de Dale Earnhardt Sr. tenant le trophée du vainqueur.